# O-16 (潜水艦)
|          |                                     |
| 艦歴     |                                     |
| 発注     | 1916年3月3日                        |
| 起工     | 1916年10月7日                       |
| 進水     | 1918年2月9日                        |
| 就役     | 1918年8月1日                        |
| 退役     | 1924年6月21日                       |
| その後   | スクラップとして廃棄                |
| 除籍     | 1930年5月9日                        |
| 性能諸元 |                                     |
| 排水量   | 水上491トン、水中566トン            |
| 全長     | 175 ft                              |
| 全幅     | 16 ft 7 in                          |
| 吃水     | 13 ft 11 in                         |
| 機関     |                                     |
| 最大速   | 水上14ノット (26 km/h) 水中11ノット |
| 乗員     | 士官2名、兵員27名                   |
| 兵装     | 3インチ砲1門 18インチ魚雷発射管4門  |

O-16 (USS O-16, SS-77) は、アメリカ海軍の潜水艦。O級潜水艦の1隻。

## 艦歴
O-16は1916年10月7日にカリフォルニア州ロングビーチのカリフォルニア・シップビルディング社で起工した。1918年2月9日にI・H・メイフィールドによって命名、進水し、1918年8月1日に艦長W・M・クイグリー大尉の指揮下就役した。
第一次世界大戦の末期に就役した O-16 は、戦闘に参加することはなかった。戦後はニュージャージー州ケープ・メイに移動し、1919年9月20日に乾ドック入りする。10月に O-16 はフィラデルフィアへ向けて出航、12月29日、上部構造で火災が発生したが大きな損傷を受ける前に鎮火した。
1922年、O-16 は潜水および操艦試験のためパナマ運河地帯のココ・ソロに配備された。O-16 は O-12 (SS-73)、O-14 (SS-75)、O-15 (SS-76) および潜水母艦ブッシュネル (USS Bushnell, AS-2) と共に巡航、1月26日にキューバのグアンタナモ湾に到着し、その後もヴァージン諸島海域での巡航を続けた。4月にココ・ソロに帰還、同地で電気技師と機関技師が調整のために乗艦した。
1923年11月、O-16 はフィラデルフィアに向けて出航し、同地で1924年6月21日に退役した。就役からちょうど5年半であり、フィラデルフィア海軍造船所の司令官に指揮権が返還された。1930年5月9日に除籍され、艦はロンドン海軍軍縮条約に従って1930年7月30日に廃棄された。